# Монтсакопа
Монтсакопа (от кат. mont — «гора» и кат. copa — «чаша», назван по форме кратера) — вулкан, расположенный в городе Олот, в районе Сан-Франсиск; находится между вулканами Гарринада и Монтоливет (все вулканы приурочены к одному разлому). Рядом с кратером находится часовня Сан-Франсиск-де-Падуа, построенная в XVII веке, поэтому вулкан также называют вулкан Сан-Франсиск.
Площадь вулкана 23,69 га. Его территория объявлена природным заповедником по закону № 2/1982.
Это последний вулкан, сформировавшийся в Олоте. Он извергался около 100 000 лет назад, и его круглый кратер является результатом стромболианского, а затем фреатомагматического извержения. При извержении вышел небольшой поток лавы с северо-запада, который сейчас разрезан речной долиной Риудаура. Продукты извержения вулкана (тефра и пепел) находятся на большей части территории Олота. Это единственный кратер в природном парке вулканической зоны Гарроча, который не деформировался от потока лавы в конце извержения.
На южном и юго-западном склоне расположены залежи глины (grederes). Из этого материала построено несколько зданий в городе, но в шестидесятых годах добыча этого материала была прекращена. Сейчас глиняные склоны отреставрированы и представляют собой музейные пространства.
Во время французской оккупации в 1812 году часовня была окружена стенами и были построены две оборонительные башни, которые сохранились до настоящего времени. От городского кладбища у подножия вулкана к кратеру идёт Крестный путь (лат. Via Crucis). По краям кратера проходит дорожка с берёзами и скамейками, там же находится великолепная смотровая площадка с видом на город и его окрестности.
На склонах вулкана Монтсакопа ранее произрастал лес, который был полностью вырублен. В настоящее время на южном склоне и в кратере находятся сельскохозяйственные посадки и огороды, а с другой стороны растительность восстанавливается естественным образом.
В честь этого вулкана названа школа в городе Олот[значимость факта?].